# نیکولاس اسپرنگر
نیکولاس اسپرنگر (به انگلیسی: Nicholas Sprenger) (زادهٔ ۱۴ مهٔ ۱۹۸۵) شناگر اهل استرالیا است.